# Le Mythe du vingtième siècle
Le Mythe du vingtième siècle (traduction de l'allemand Der Mythus des zwanzigsten Jahrhunderts) est un essai publié en 1930 par Alfred Rosenberg, l'un des principaux idéologues du parti nazi, et l'éditeur de la revue nazie Völkischer Beobachter. Le Mythe du vingtième siècle figure au premier rang des ouvrages qui « constituent avec Mein Kampf les assises idéologiques du national socialisme ».

## Historique
Le Mythe du vingtième siècle (qui fait près de 600 pages) est publié pour la première fois en 1930. L'ouvrage est analysé en 1938 par Pierre Grosclaude et traduit intégralement en français pour la première fois en 1986 par les Éditions Avalon. Une deuxième édition est publiée en 1999 par les Éditions Déterna.

## Accueil
Dès sa publication, l'ouvrage de Rosenberg est contesté.
Hitler, qui, six mois après en avoir reçu le manuscrit, ne l'a toujours pas lu en entier, émet de sévères réserves sur cet ouvrage, qu'il juge difficile à appréhender. Sachant le peu de crédit du texte auprès de Hitler, Goebbels ne se prive pas de moquer l'ouvrage, le qualifiant de « rot idéologique », et raillant son auteur, l'affublant du titre de Reichsphilosophe,.
De plus, il a été publié à titre privé par son auteur, les thèses qui y sont développées allant globalement à l'encontre du programme officiel du NSDAP.
Par ailleurs, le livre est mis à l'Index librorum prohibitorum en février 1934. L'auteur dénonce une « Église juive » en y opposant une « Église aryenne », par un procédé intellectuel qui fut plus tard rapproché[Qui ?] du courant sectaire fondé vingt siècles plus tôt par l'hérésiarque Marcion de Sinope. En réplique à la mise à l'index de son livre par le Vatican, Rosenberg écrit « Aux obscurantistes de notre temps. Une réponse aux attaques contre Le Mythe du XXe siècle qui est, à son tour, mis à l'Index ».
Ces positions empêchent Rosenberg d'accéder à des postes importants à l'accession des nazis au pouvoir en 1933. Néanmoins il sera nommé ministre des territoires occupés à l'Est le 16 juillet 1941.

## Diffusion
Si, avec le soutien des nazis, le livre se vend à plus d'un million d'exemplaires en 1944, de nombreux dirigeants nazis avaient déjà pris leur distance vis-à-vis des thèses de Rosenberg. Adolf Hitler n'aurait jamais lu le livre dans sa globalité.
Cependant, en dépit des nombreuses critiques dont l'ouvrage est l'objet, c'est néanmoins un succès d'édition, contribuant à la diffusion des thèses racistes nazies parmi les lycéens et les étudiants, les instituts de recherche étant tenus de disposer de l'ouvrage.

## Description
La contribution du livre du « mythe » à la propagande idéologique nazie a été soulignée comme suit dans le numéro de novembre 1942 de la revue littéraire national-socialiste, Bucher Kunde : « Au côté du livre du Führer, il a contribué dans une mesure unique à l’élévation et le développement spirituel et physique de ce peuple. Douze ans après la première publication du « Mythe », un million d'exemplaires du livre sont publiés et diffusés ».
Selon Viereck, « le mythe est celui du sang, qui sous le signe du svastika va déchaîner la révolution raciale à l'échelle du monde. C'est le réveil de l'âme de la race qui, après un long sommeil va prendre le dessus sur le chaos des races ».

## Thèses défendues par l'auteur
L'interprétation raciste de l'Histoire selon Rosenberg est centrée sur l'influence supposée négative de la « race juive », en opposition avec la « race aryenne ».

### Les races selon Rosenberg
Comme dans l'ensemble de ses ouvrages, il défend des thèses proches de celles de Houston Stewart Chamberlain, défendant la thèse que la race nordique recouvre avant tout une conception du monde.

### L'existence d'un danger oriental
Selon Alfred Rosenberg, son auteur, le principal danger menaçant la race aryenne est constitué par la race (?), incarnée par différentes figures au fil des siècles.
Ainsi, durant la période royale de l'histoire romaine, les Étrusques jouent ce rôle, Rosenberg les accusant de tous les maux, ceux-ci ayant été analysés par ce dernier comme l'antithèse de la Germanité, proposant une étude raciste de la société étrusque, évoquant le « collectivisme sexuel » qui y aurait été la norme,. Toujours selon lui, les Étrusques seraient une population d'origine orientale, proche par bien des aspects des Juifs : une religion initiatique, un appétit sexuel débridé, des coupables de meurtres rituels.

### Contre le christianisme «enjuivé»[13]
Alfred Rosenberg défend le christianisme positif contre le catholicisme et le protestantisme :

- Jésus est de race nordique :

« Les Amorites fondèrent Jérusalem ; et composèrent la couche nordique de la future Galilée, c’est-à-dire le « cercle des païens » d’où devait surgir Jésus. »
- Son message a été déformé notamment par Paul de Tarse :

« Ses doctrines (de Paul) constituent jusqu’à aujourd’hui, malgré toutes les tentatives de sauvetage, la base spirituelle juive, pour ainsi dire le côté talmudique oriental de l’Église romaine, mais aussi de l’Église luthérienne. »
- La lutte permanente des christianismes positif et négatif :

« En 150, le Grec Marcion défend l’idée nordique d’un ordre du monde reposant sur une tension organique et des hiérarchies, en opposition avec la représentation sémite d’une puissance divine arbitraire et de son despotisme sans limites. Pour cette raison, il rejette aussi le « livre de la loi » d’une telle divinité, c’est-à-dire l’Ancien Testament hébreu. »
« Les christianismes négatif et positif sont depuis toujours en lutte et se combattent aujourd’hui avec encore plus d’acharnement qu’autrefois. Le côté négatif se réclame de la tradition syro-étrusque, de dogmes abstraits et des rites consacrés, le positif réveille de nouveau les forces du sang nordique, consciemment et naïvement, comme autrefois les premiers Germains, quand ils envahirent l’Italie et offrirent leur vie pour fertiliser la terre inculte. »
- Pour un christianisme germanique :

« Nous comprenons aujourd’hui que les valeurs suprêmes des églises catholique et protestante, en tant que christianisme négatif, ne conviennent pas à notre âme, qu’elles barrent la route aux forces organiques des peuples de race nordique, qu’elles ont à leur faire place et doivent se réformer dans le sens d’un christianisme germanique. »